# Fomitiporia punctata
Fomitiporia punctata (P. Karst.) Murrill, 1947 è un fungo basidiomicete, agente di carie bianca, che inizialmente attacca solo l'alburno e poi procede verso il duramen.
Il carpoforo è perenne, appiattito, visibile su tronco e branche.
Questo patogeno quando colpisce il platano determina caratteristiche necrosi longitudinali che permettono di diagnosticare l'infezione in assenza di corpi fruttiferi.
Coinvolto nel mal dell'esca sulla vite.